# Abd al-Wahhab al-Bayati
Abd al-Wahab al-Bayati (Bagdad, 19 de diciembre de 1926 - Damasco, 3 de agosto de 1999) fue un escritor iraquí perteneciente a la generación de los cincuenta o del verso libre. Es considerado por excelencia como el poeta que ha sufrido el destierro y el autoexilio entre los poetas árabes contemporáneos. Su obra es de gran trascendencia para comprender la evolución de la literatura árabe contemporánea.

## Biografía
Nació en Bagdad en 1926. Tras graduarse en Magisterio en la Universidad de Bagdad en 1950, ejerció como profesor y editó una revista cultural, La nueva cultura. 
Desde su juventud participó en actividades consideradas antigubernamentales, por lo que tuvo que abandonar Irak en 1954. Vivió en Líbano, Siria y Egipto. Tras la revolución de 1958, regresó a Irak y ocupó un cargo en el Ministerio de Educación y, posteriormente, fue Agregado Cultural de la Embajada Iraquí en Moscú (entre 1959-1961) y en Madrid (entre 1980-1990), durante ese tiempo se relacionó con el ambiente literario español, algo que influyó en su poesía. Se hizo conocido en un amplio nivel oficial y popular, y sus colecciones fueron traducidas al español. Reunió a su alrededor a escritores e intelectuales árabes, españoles y latinoamericanos.
Mantuvo amistad con un gran número de intelectuales españoles, entre los que destacan los poetas Rafael Alberti y Antonio Gala.
En 1995, el gobierno iraquí le privó de su ciudadanía por viajar a Arabia Saudita para participar en un festival poético, y pasó los últimos años de su vida exiliado en Damasco. Murió el 3 de agosto de 1999 de un infarto agudo de miocardio tras un ataque de asma. Tras su funeral organizado por el entonces presidente sirio Háfez al-Ásad,  fue enterrado según su deseo en el Monte Qasiūn.

## Caracterización literaria
Fue fundador del movimiento del verso libre junto con los poetas Nazik al Malaika y Badr Shakir Al Sayyab. Vinculado fuertemente a la tradición oriental, la referencia a la magia es constante en toda la obra de Bayati, que se da cita con una tradición múltiple, dentro de la propia literatura árabe y la moderna occidental. Desde el primer verso de su colección poética, en lo que pudiéramos considerar una especie de manifiesto o bayan literario, encontramos una concepción de la poesía, como magia, en la que se dan cita las propias raíces orientales del autor y la tradición poética romántica en sus diversas derivaciones. El poeta es, según tal concepción, un sahir, mago o encantador, o brujo, que a través del color crea canciones –hadas.

## Obras
- Ángeles y demonios (1950)
- Jarras rotas (1954).
- Gloria a los niños y el olivo (1956).
- Palabras inmortales (1960).
- El fuego y las palabras (1964).
- Morir en vida (1968).
- El reino y la espiga (1979).
- El jardín de Aisha (1989).